# DeSoto Firesweep

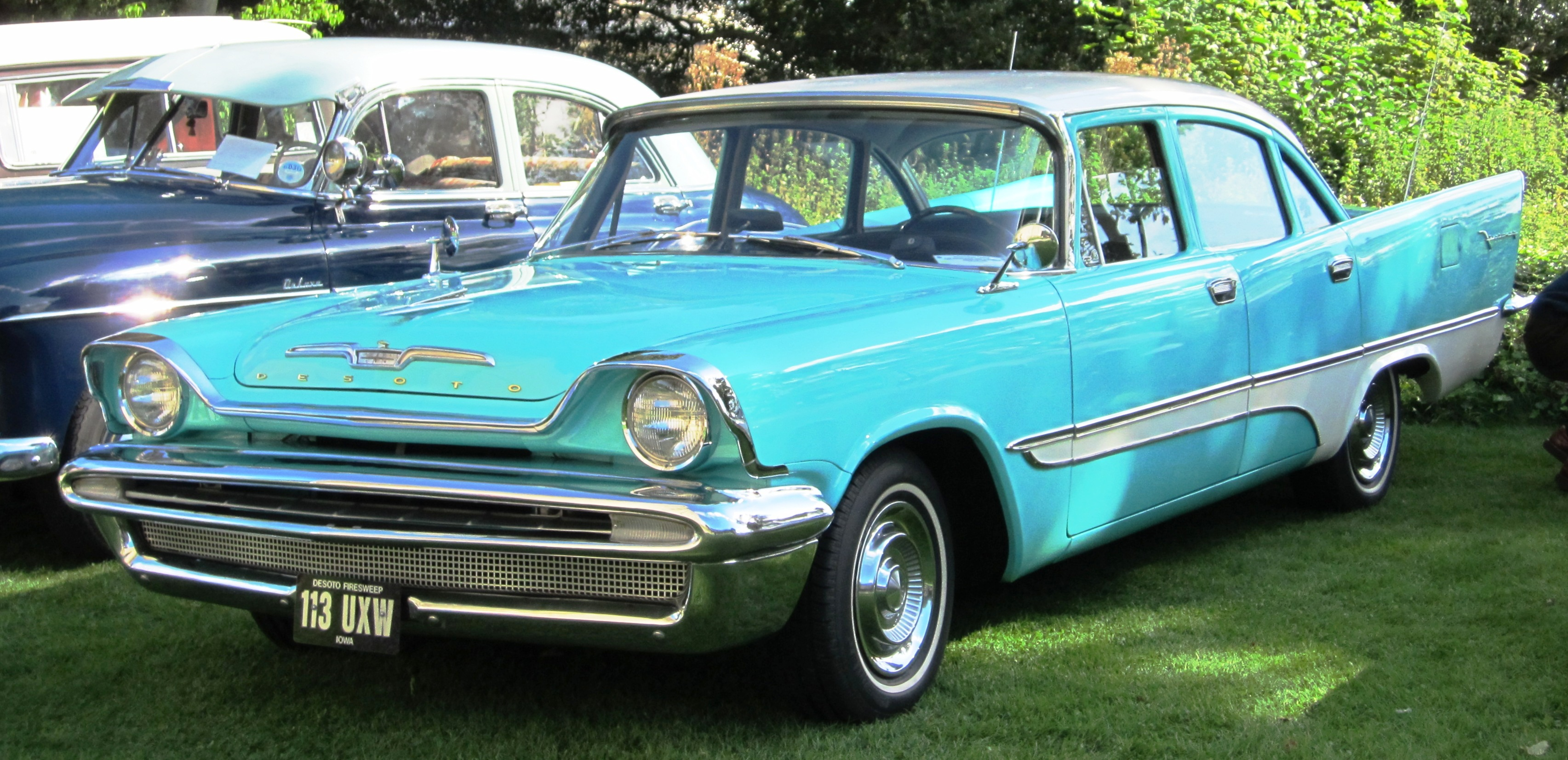
DeSoto Firesweep (1957)

Der DeSoto Firesweep war ein von Chrysler hergestellter PKW, der unter der Automarke DeSoto von 1957 bis 1959 angeboten wurde.
Der Firesweep ähnelte den anderen DeSoto-Modellen von 1957. Sein wichtigstes Unterscheidungsmerkmal war die substanzielle Ähnlichkeit mit den konkurrierenden, kleinen Dodge-Modellen, die den gleichen Unterbau wie der Firesweep besaßen. Der Firesweep hatte DeSoto-Schriftzüge auf den Heckflossen, der Vorbau (vor der Spritzwand) basierte jedoch auf dem Dodge Coronet. Am leichtesten erkannte man die Verwandtschaft an den Hauptscheinwerfern, deren schwer verchromte „Augenbrauen“ typisch für Dodge waren. Der Kühlergrill des Firesweep ähnelte dem anderer zeitgenössischer DeSoto-Modelle.
Das Fahrzeug bot Platz für 6 Personen Platz. Es gab ihn als 4-türige Limousine, 5-türigen Kombi, 2-türiges Coupé und 2-türiges Cabriolet. Je nach Aufbauart wog der Firesweep zwischen 1660 kg und 1674 kg. Chryslers 360er-V8-Motor mit 5791 cm³ Hubraum mit obenliegenden Ventilen befeuerte den Firesweep und leisteten 295 bhp (217 kW) bei 4600/min. Zur Grundausstattung gehörte ein manuelles Dreiganggetriebe, aber es gab auch eine Torqueflite-Automatik. Die meisten 1959er Firesweep waren mit Getriebeautomatik ausgestattet.
Der Grundpreis des Firesweep betrug 1957 3169 US-$ und Zweifarbenlackierung war Standard. Zur Ausstattung gehörten ebenfalls Servolenkung, Bremskraftverstärker, eine Zeituhr am Armaturenbrett, ein Radio mit Druckknöpfen und Weißwandreifen.
Im ersten Produktionsjahr 1957 wurden die meisten Firesweep verkauft. Nachlassende Fertigungsqualität bei DeSoto und höherer Marktdruck führten zur Einstellung des Firesweep Ende 1959. 1959er Firesweep tragen nur die Aufschrift "DeSoto".

## Quelle
- Gunnell, John (Herausgeber): The Standard Catalog of American Cars 1946–1975, Kraus Publications (1987), ISBN 0-87341-096-3.